# سلاح الفرسان المدرع

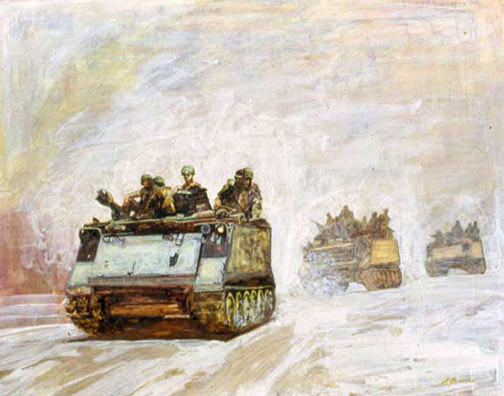
ناقلة جنود مدرعة بقلم ديفيد إي جريفز، برنامج الفنانين القتاليين في فيتنام، CAT IX، 1969-70. هدية من المتحف الوطني للجيش الأمريكي.

سلاح الفرسان المدرع أو الخيالة المدرعة هو عِبارة عن وحدات قتالية تَستخدم مركبات القتال المدرعة (AFVs) بدلاً من الخيول. بدأ سلاح الفرسان استبدال الخيول بالمُدرعات في معظم الجيوش بعد الحرب العالمية الأولى في أدوار الصدام العنيف والاستطلاع الخفيف والمناوشات والاستغلال /المطاردة.
قد يكون سلاح الفرسان المدرع، أو الوحدات المدرعة، مجهزًا بشكل أساسي بدبابات ثقيلة أو دبابات خفيفة وسريعة، أو سيارات مدرعة، أو حتى سيارات استطلاع في حالة ما يُعرف غالبًا باسم الفرسان الكشافة. قد تُشكل المشاة الآلية أو الآلية جزءًا من الوحدة في بعض البلدان، مدعومة إما بمدفعية آلية أو ذاتية الدفع، مع احتمال تَضمين قوات جوية على طائرات هليكوبتر .

## خلفية تاريخية
استخدمت الخيالة تاريخيًا أشكالًا مُختلفة من الدروع لحمايتهم، وغالبًا ما أضافت دروع وقائية إلى أذرعهم . تضمنت درع الحصان الجلد المقسى في التاريخ القديم، وتوسعت لتشمل الدروع وحتى الدروع الصفيحية في العصور الوسطى. منذ العصور القديمة، كان سلاح الفرسان الخفيف بشكل عام أكثر مرونة وأكثر حماية من سلاح الفرسان الثقيل، الذي يستخدم خيولًا أكبر حجمًا لحمل معدات وفرسان أثقل وأكثر تعزيزًا.

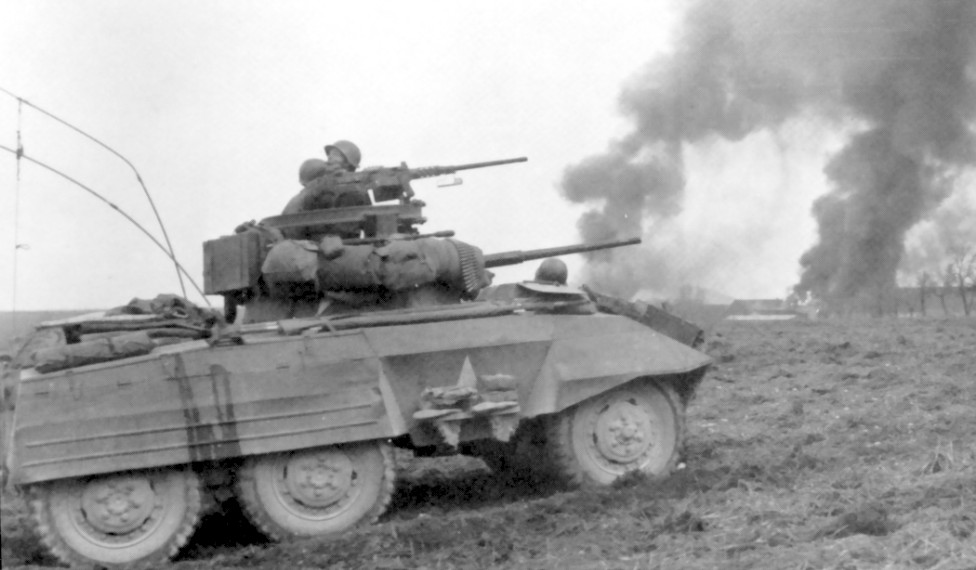
تم استخدام M8 Greyhound في تشكيلات سلاح الفرسان المدرعة الأمريكية خلال الحرب العالمية الثانية

بين أواخر القرن السابع عشر ومنتصف القرن التاسع عشر، أشار سلاح الفرسان المدرع إلى أفواج الفرسان التي احتفظت بالدرع، وكانت تُعرف باسم الدرع . بعد الحرب العالمية الأولى، تم تحويل وحدات سلاح الفرسان في الغالب من الخيول إلى إما سيارات مدرعة أو دبابات والتي أصبحت تُعرف إما بسلاح الفرسان الميكانيكي الذي يقوم بدور استطلاعي، أو سلاح الفرسان المدرع الذي يخدم في الدور الهجومي الذي يسعى لاختراق دفاعات وخطوط العدو.
في أكتوبر 1928، بدأت حقبة جديدة لسلاح الفرسان في الجيش البريطاني عندما أصبح فوج الفرسان الحادي عشر أول فوج فرسان نظامي "يُمَيكن"، ليتحول من دور سلاح الفرسان الذي يجره الخيول إلى دور ميكانيكي، مع إعادة تجهيزه بالسيارات المدرعة. وحذت حذوها أفواج أخرى. في أبريل 1939، فقد تم تشكيل سلاح المدرعات الملكي ليشمل ثمانية عشر فواجًا من سلاح الفرسان الميكانيكي إلى جانب الكتائب الثمانية من فوج الدبابات الملكي.

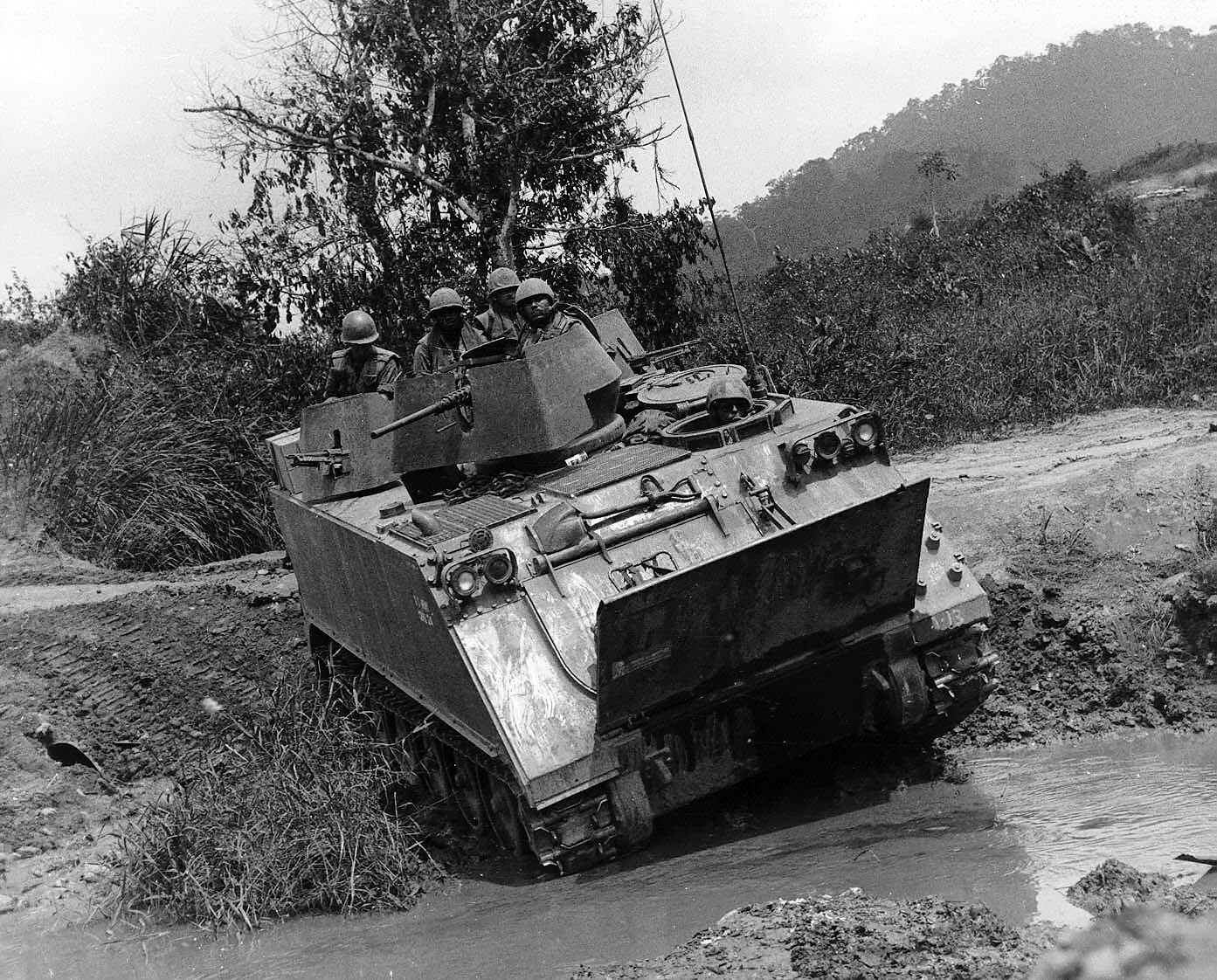
M113 ACAV في فيتنام

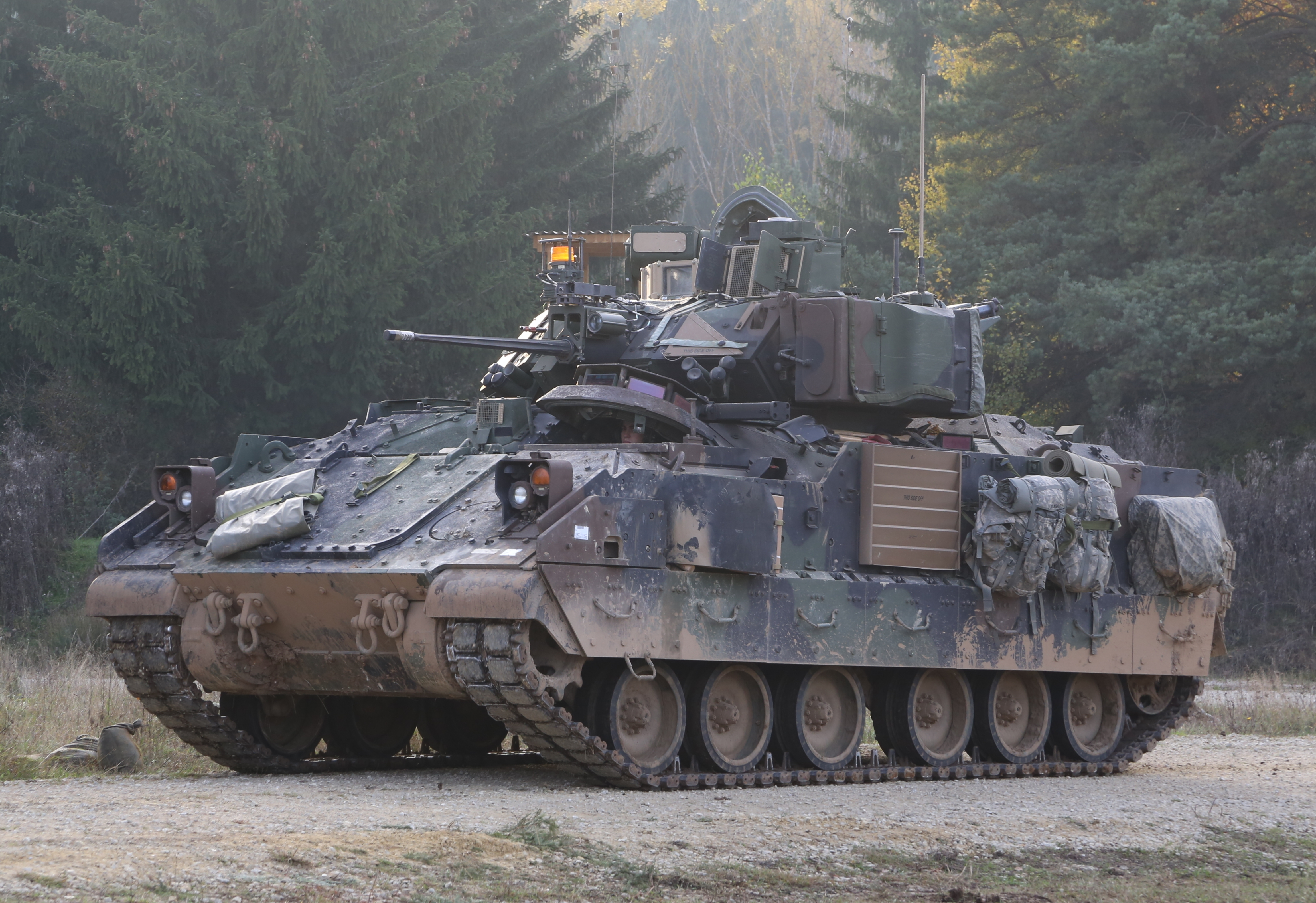
الجيش الأمريكي M3 برادلي في ألمانيا في عام 2015

## أنظر أيضا
- سلاح الفرسان المدرع – القوة المدرعة الرئيسية في فرنسا
- سلاح الفرسان الجوي
- قبضة مدرعة
- قائمة أفواج الفرسان المدرعة بالجيش الأمريكي